# 帕姆波雷
帕姆波雷（Pampore），是印度查谟-克什米尔邦普爾瓦馬縣的一个城镇。总人口16595（2001年）。

## 人口
该地2001年总人口16595人，其中男性8548人，女性8047人；0—6岁人口1119人，其中男589人，女530人；识字率58.93%，其中男性为68.58%，女性为48.68%。